# Буковинський ансамбль пісні і танцю України
Буковинський ансамбль пісні і танцю України — український музичний колектив з Чернівців.

## Історія
Буковинський ансамбль пісні і танцю України був організований в 1944 році при Чернівецькій обласній філармонії. Першими керівниками ансамблю були: самобутній місцевий композитор, збирач пісенного фольклору Григорій Шевчук, відомий вже на той час хормейстер Василь Мінько, а також балетмейстер, киянин Григорій Дихта. З часом, за браком танцюристів, хор Буковинського ансамблю певний період (1946–1948) виступав самостійно під назвою хорова капела "Буковина". Тоді ж при Чернівецькій філармонії існував ще один творчий колектив — хореографічний ансамбль, очолюваний педагогом і балетмейстером Ганною Асеньковою. В 1949 році ці два художні колективи об'єдналися в один вокально-хореографічний, що знову дістав назву «Буковинський ансамбль пісні і танцю».
В 1954 році в Буковинському ансамблі створюється оркестрова група з місцевих здібних музикантів, яку очолив після закінчення Чернівецького музичного училища скрипаль імпровізатор Ілля Міський. У різні часи, починаючи з 1950 року, художніми керівниками Буковинського ансамблю були Петро Лисоконь, Георгій Реутський, Сергій Трофимов, Петро Окрушко, Алла Серебрі, Петро Ємець. які сприяли творчому зростанню колективу.
З 1962 року ансамбль, вже майже пів століття, очолював випускник Львівської Державної консерваторії ім. М.Лисенка, нині народний артист України Андрій Кушніренко, який зробив вагомий внесок у творчий доробок колективу. Зберігаючи етнографічну самобутність він домігся високого професіонального виконавського рівня, філігранної відточеності та чистоти звучання хору, розширив жанрову палітру ансамблю, збагатив його репертуар високохудожніми творами, обробками народних пісень.
Ансамбль під керівництвом А. Кушніренка став одним із провідних художніх професійних колективів, двічі лауреатом міжнародних конкурсів (1967, 1977 р.р.), а в 1969 році одержав звання заслуженого ансамблю України. Виступи цього прославленого колективу користуються великим успіхом як в Україні, так і за кордоном. Буковинський ансамбль виступав у Фінляндії (1966), Чехословаччині (1986), Польщі (1989), Італії (2000), Румунії (1969,1974, 1986, 1990, 2002).
Творчому зростанню колективу в наш час[коли?] сприяють разом з художнім керівником та головним диригентом Андрієм Миколаївичем Кушніренком, керівник оркестрової групи Заслужений артист України Олександр Жуков, балетмейстер Леонід Сидорчук та репетитор балетної групи Олена Козьмак, диригент та хормейстер Сергій Мунтян, хормейстер Валерій Гураль.

## Персоналії
В ансамблі творчо зростали і примножували успіх колективу народний артист України Ярослав Солтис, заслужені артисти України — балетмейстер Дарій Ластівка, скрипаль Любомир Матейко, солісти хору Юрій Січковський, Марія Мельничук, Михайло Поляков; солісти балетної групи заслужені артисти України Світлана Попова, Олена Козьмак, Леонід Сидорчук, заслужені працівники культури керівники оркестру Ілля Міський і Юрій Блещук, балетмейстер Мирослав Поморянський, а також: поет-пісняр Микола Бакай, збирач фольклору Мирослава Ребойчук, сурмач Чернівецької ратуші Василь Козак.

## Творча діяльність
У багатому й різноманітному репертуарі ансамблю твори українських композиторів М.Лисенка, М.Леонтовича, К.Стеценка, О.Кошиця, С.Людкевича, А.Кос-Анатольського, М.Колесси, Є.Козака, Платона та Георгія Майбородів, О.Білаша, М.Скорика, Л.Дичко, В. Зубицького; буковинських авторів Б. Крижанівського, А.Кушніренка, Г.Шевчука, І.Міського. С.Сабадаша, В.Михайлюка, а також українська народна музика, буковинські народні пісні і танці.
Буковинський ансамбль дав творче сценічне життя пісням, що народилися в його колективі: «Пісня про Олексу Довбуша» Богдана Крижанівського, «Гей, піду я на Черемош» Григорія Шевчука, «Марічка» і «Пісня з полонини» Степана Сабадаша, «Ранок Верховини» і «Зореслава» Андрія Кушиіреика; буковинським народним пісням «Черемоше, Черемоше», «Повилася павутина». «А Марія вареники чине», «Тандріта», «А коник чорненький», «На камені стою», «Глибока кирниця»; танцям: «Голубар», «Вітерець» і «Молодійка» в постановці балетмейстера Олексія Терещенка, «Парубоцький танець» у постановці Миколи Ромадова, «Святковий танець», «Буковинська полька». «Козак» і хоровод «Червона калина» в постановці Дарія Ластівки; Леоніда Затуловського, танцю «Тропотійка», а також інструментальним буковинським мелодіям в обробці Іллі Міського, Юрія Блещука.
За час існування в ансамблі створювались і різноманітні вокально-хореографічні композиції, сюїти, обряди, такі як «Буковинське весілля», «Колядки і щедрівки», «Свято врожаю», «Розквітай, наш оновлений край», а в 1968 році вперше в Україні в цьому колективі такого жанру здійснена постановка одноактної народної опери «Буковинська весна» (музика А.Кушніренка. лібрето А.Добрянського, режисер А.Литвинчук), яка отримала схвальні відгуки слухачів і преси.
Починаючи з 1991 року, колективом створено ряд концертних програм, зокрема до 150-річчя з дня народження М.Лисенка (1992), до 179-і річниці з дня народження Т.Шевченка, театралізоване музичне дійство «З Різдвом Христовим».
До фестивалю «Буковинські візерунки» в 1993 році підготовлено дві концертні програми: «З народних джерел» і «Хорові твори Сидора Воробкевича». які були виконані на високому професійному рівні в рамках першого Всеукраїнського фестивалю «Таланти твої. Україно».
В 1994 році підготовлено концертні програми: «Народні обряди і звичаї Буковини» та «Духовна музика українських композиторів». Останнім часом у колективі створені такі художні програми, як «Музика, пісні і танці наших предків», «Щедрий вечір, добрий вечір», «Весняні обряди», «Буковинські самоцвіти» тощо.
Тепер немає жодного куточка в Україні, де б не побував цей самобутній колектив, який пройшов творчий шлях, здобувши популярність і визнання серед численних шанувальників вокально-хореографічного мистецтва в Україні та за кордоном.
Упродовж: своєї творчої діяльності Буковинський ансамбль пісні і танцю здійснив успішні виступи на фестивалях музичного мистецтва «Білі ночі» (Санкт-Петербург, 1971), «Мерцишор» (Кишинів, 1976), «Русская зима» (Москва, 1979). «Київська весна» (Київ, 1980), «Дунайська весна» (Ізмаїл, 1981), «Дружба» (Ужгород, 1981), «Білоруська музична осінь» (Мінськ, 1983), «Золота осінь» (Київ, 1987), «Кримські зорі» (Ялта, 1992), у культурній програмі «Олімпіада-80» (Київ, 1980) та ін.
Починаючи з 1991 року, колектив постійно брав участь у святкуванні днів Незалежності України в м. Києві, в концерті для учасників Всесвітнього конгресу українців, у 1-ій хоровій асамблеї України (1992), у фестивалі «Козацька слава» (Запоріжжя), у міжнародних фестивалях «Колиска миру» і «Доля», у святі літератури і мистецтва «Лесині джерела» (Новоград-Волинський, 2001) та ін.
Схвильовані відгуки глядачів отримав ансамбль під час гастрольних подорожей з концертами в Україні. Молдові, Білорусі, Прибалтиці та Закавказзі, Сибіру і Середній Азії, в містах Крайньої Півночі та на Далекому Сході, Фінляндії (1966), Чехословаччині (1986), Німеччині (1997), Польщі (1999), Італії (2000), Румунії (1969, 1974, 1986, 1989, 1990, 2002, 2007), а також від успішних виступів у м. Києві перед туристичними групами з Америки, Англії, Японії, Куби, Бельгії. Австрії, Канади, Греції, Франції, Мексики, Іспанії, Австралії, Індії, Індонезії, Аргентини та інших країн світу, про що свідчать численні записи у книзі відгуків ансамблю.
Виступи колективу часто транслюються по радіо і телебаченню, найкращі його концертні номери і програми записані на 7 грамплатівках і численних компакт-дисках, зняті на кінострічки, серед яких: «Буковинські вечорниці», «Концерт Буковинського ансамблю», «Свято в Карпатах» та ін.
У видавництвах «Музична Україна» і «Мистецтво» видано збірники пісень із репертуару Буковинського ансамблю «Буковинський розмай» (1971) і «Співає Буковина» (1972) (упорядник А.Кушніренко).

## Нагороди
За активну участь у декадах літератури і мистецтва ансамбль нагороджений Почесними грамотами Президії Верховних Рад Російської Федерації, Башкирії (1969), Казахстану (1966), Молдові (1970). Естонії (1974). України (1980).
На Всесоюзних (СРСР) оглядах-конкурсах професіональних художніх колективів у 1967 і 1977 роках Буковинський ансамбль удостоєний звання лауреата.
Указом Президії Верховної Ради України від 4 липня 1969 року за заслуги у розвитку музичного і хореографічного мистецтва Буковинському ансамблю пісні і танцю присвоєно почесне звання заслужений ансамбль України.
А після святкування 60-тиріччя з дня заснування ансамблю — колективу було присвоєно звання академічного.